# Wasilij Mychlik
Wasilij Iljicz Mychlik (ros. Василий Ильич Мыхлик, ur. 29 grudnia 1922 we wsi Sołdatskoje w guberni mikołajowskiej (obecnie obwód mikołajowski), zm. 29 grudnia 1996 w Moskwie) – radziecki lotnik wojskowy, pułkownik, dwukrotny Bohater Związku Radzieckiego (1945).

## Życiorys
Był narodowości ukraińskiej. Dzieciństwo i młodość spędził w Krzywym Rogu, do 1940 skończył 10 klas szkoły, od listopada 1940 służył w Armii Czerwonej, w 1941 ukończył Wolską Wojskową Szkołę Mechaników Lotniczych i został mechanikiem w 8 rezerwowym pułku lotniczym w obwodzie saratowskim. Później przeszedł kurs pilotażu, od maja 1943 do maja 1945 uczestniczył w wojnie z Niemcami jako pilot, dowódca klucza, zastępca dowódcy i dowódca eskadry oraz szturman (nawigator) 566 szturmowego pułku lotniczego. Walczył na Froncie Zachodnim, Briańskim, Leningradzkim i 3 Białoruskim, uczestniczył w bitwie pod Kurskiem, operacji orłowskiej, krasnocielsko-ropszyńskiej, leningradzko-nowogrodzkiej, wyborskiej, narwskiej, tallińskiej, wschodniopruskiej i królewieckiej. 31 stycznia 1944 został zestrzelony, spadł za linią frontu, 3 lutego wrócił do swoich. Podczas wojny wykonał 188 lotów bojowych samolotem Ił-2, prowadząc naloty na siłę żywą i technikę wroga. W momencie zakończenia wojny był dowódcą eskadry 566 pułku lotnictwa szturmowego 277 Dywizji Lotnictwa Szturmowego 1 Armii Powietrznej w stopniu kapitana. Po wojnie był szturmanem szturmowych pułków lotniczych w Leningradzkim Okręgu Wojskowym, w 1951 ukończył Akademię Wojskowo-Powietrzną w Monino, 1951-1952 i 1952-1953 był lotnikiem-inspektorem w Moskiewskim Okręgu Wojskowym. Od kwietnia do lipca 1953 był zastępcą dowódcy szturmowego pułku lotniczego w Tambowie, 1953-1958 starszym lotnikiem-inspektorem w Zarządzie Przygotowania Bojowego Sił Wojskowo-Powietrznych w stopniu pułkownika, 1958-1960 starszym lotnikiem-inspektorem Zarządu Przygotowania Lotniczego KC DOSAAF, a 1960-1966 dyżurnym odpowiedzialnym stanowiska dowodzenia Zarządu Lotów Głównego Sztabu Sił Wojskowo-Powietrznych, w październiku 1966 zakończył służbę wojskową. Pochowana na Cmentarzu Trojekurowskim w Moskwie.

## Odznaczenia
- Złota Gwiazda Bohatera Związku Radzieckiego (dwukrotnie - 23 lutego 1945 i 29 czerwca 1945)
- Order Lenina (23 lutego 1945)
- Order Czerwonego Sztandaru (trzykrotnie - 7 września 1943, 21 czerwca 1944 i 22 lutego 1945)
- Order Aleksandra Newskiego (5 listopada 1944)
- Order Wojny Ojczyźnianej I klasy (dwukrotnie - 25 lipca 1944 i 11 marca 1985)
- Order Czerwonej Gwiazdy (31 lipca 1943)

I medale.